# Hermann Neuschäffer
Hermann Karl Friedrich Wilhelm Neuschäffer (* 15. August 1898 in Darmstadt; † 10. Januar 1984 in Goldegg im Pongau, Österreich) war ein deutscher Rechtsanwalt.

## Werdegang
Neuschäffer kam als Sohn eines angesehenen Rechtsanwalts zur Welt. Nach Studium der Rechtswissenschaften legte er 1922 an der Universität Gießen seine Promotionsschrift vor. 1925 erhielt er die Zulassung als Rechtsanwalt und trat in die Kanzlei seines Vaters ein. Fachlicher Schwerpunkt wurde das Wirtschafts- und Gesellschaftsrecht. Nach der Steuerberaterprüfung 1930 wurde er 1931 einer der ersten deutschen Fachanwälte für Steuerrecht. 1957 schloss er die Kanzlei mit der Sozietät des ehemaligen Bundesaußenministers Heinrich von Brentano zusammen.
Er war Mitglied im Stadtrat von Darmstadt und von 1966 bis 1972 Präsident der Rechtsanwaltskammer Frankfurt am Main. Maßgeblich begleitete er als juristischer Berater 1961 die Gründung des Vereins Freunde und Förderer des Hessischen Landesmuseums in Darmstadt e. V. und war von 1961 bis 1970 dessen Erster Vorsitzender.

## Ehrungen
- 1969: Großes Verdienstkreuz der Bundesrepublik Deutschland